# Алифанов, Василий Алексеевич
Василий Алексеевич Алифа́нов (1924 — 1977) — советский военнослужащий, участник Великой Отечественной войны, полный кавалер ордена Славы, командир отделения саперного взвода 358-го стрелкового полка, сержант — на момент представления к награждению орденом Славы I степени.

## Биография
Родился 24 декабря 1924 года в деревне Шевелика (ныне Щёкинский район Тульской области). Жил в Подольске (Московская область). Окончил 9 классов.
В начале 1942 года, в семнадцать лет, добровольцем ушёл на фронт. В запасном полку получил специальность пулемётчика и с августа того же года сражался на подступах к Сталинграду. В составе 13-й гвардейской стрелковой дивизии участвовал в сражении за город.
Летом 1943 года сражался на Курской дуге, потом форсировал Днепр. В боях при разгроме немецко-вражеских войск под Корсунь-Шевченковским был ранен. После госпиталя, вернувшись на фронт, освоил специальность сапёра. До Победы воевал в составе 358-го стрелкового полка 136-й стрелковой дивизии.
В ночь на 20 декабря 1944 года севернее Варшавы сержант Алифанов со своим отделением обеспечивал разведгруппе захват языка. Сапёры проделали проходы в проволочных и минных заграждениях, обеспечив скрытное проникновение группы захвата к вражеским траншеям. При возвращении разведчики были обнаружены противником и воспользоваться готовым проходом не смогли. Сержант Алифанов со своими товарищами быстро проделали новый проход, что дало возможность группе вернуться без потерь. В этом ночном поиске сержант Алифанов извлёк из замёрзшего грунта и обезвредил до двух десятков мин. Приказом по 70-й армии от 31 декабря 1944 года он был награждён Орденом Славы III степени.
В ночь на 14 января 1945 года, накануне наступления, западнее Варшавы отделение сержанта Алифанова подготовило четыре прохода в минных полях и проволочных заграждениях противника. 18 января в районе города Модлин, выполняя задание по разведке вражеских минных полей, группа Алифанова столкнулась с превосходящими силами противника и приняла бой. В этом поединке Алифанов истребил огнём из автомата одиннадцать противников. Приказом от 19 марта 1945 года он был награждён Орденом Славы II степени.
20 апреля сержант одним из первых вместе с отделением переправился через Одер южнее города Штеттин. Сапёры разминировали два прохода в минных полях противника и участвовали в боях за удержание плацдарма. При отражении контратаки сержант Алифанов из трофейного фаустпатрона подбил самоходное орудие «Фердинанд» и огнём из автомата уничтожил 14 вражеских солдат.
Указом Президиума ВC СССР от 29 июня 1945 года за исключительное мужество, отвагу и бесстрашие, проявленные на заключительном этапе Великой Отечественной войны в боях с вражескими захватчиками сержант Алифанов был награждён орденом Славы I степени, став полным кавалером ордена Славы.
После Победы продолжил службу до демобилизации в 1947 году. Жил в Москве. Работал в УВД, подполковник милиции.
В 1976 году вышел документальный фильм писателя-фронтовика К. Симонова "Солдатские мемуары", одним из героев которого был Василий Алифанов.
Скончался 12 июля 1977 года.

## Награды
- орден Отечественной войны II степени
- орден Красной Звезды
- полный кавалер ордена Славы
- медали